# Заффіг
Заффіг (нім. Saffig) — громада в Німеччині, розташована в землі Рейнланд-Пфальц. Входить до складу району Маєн-Кобленц. Складова частина об'єднання громад Пелленц.
Площа — 6,96 км2. Населення становить 2167 ос. (станом на 31 грудня 2020).